# Pieter Jacob Cosijn

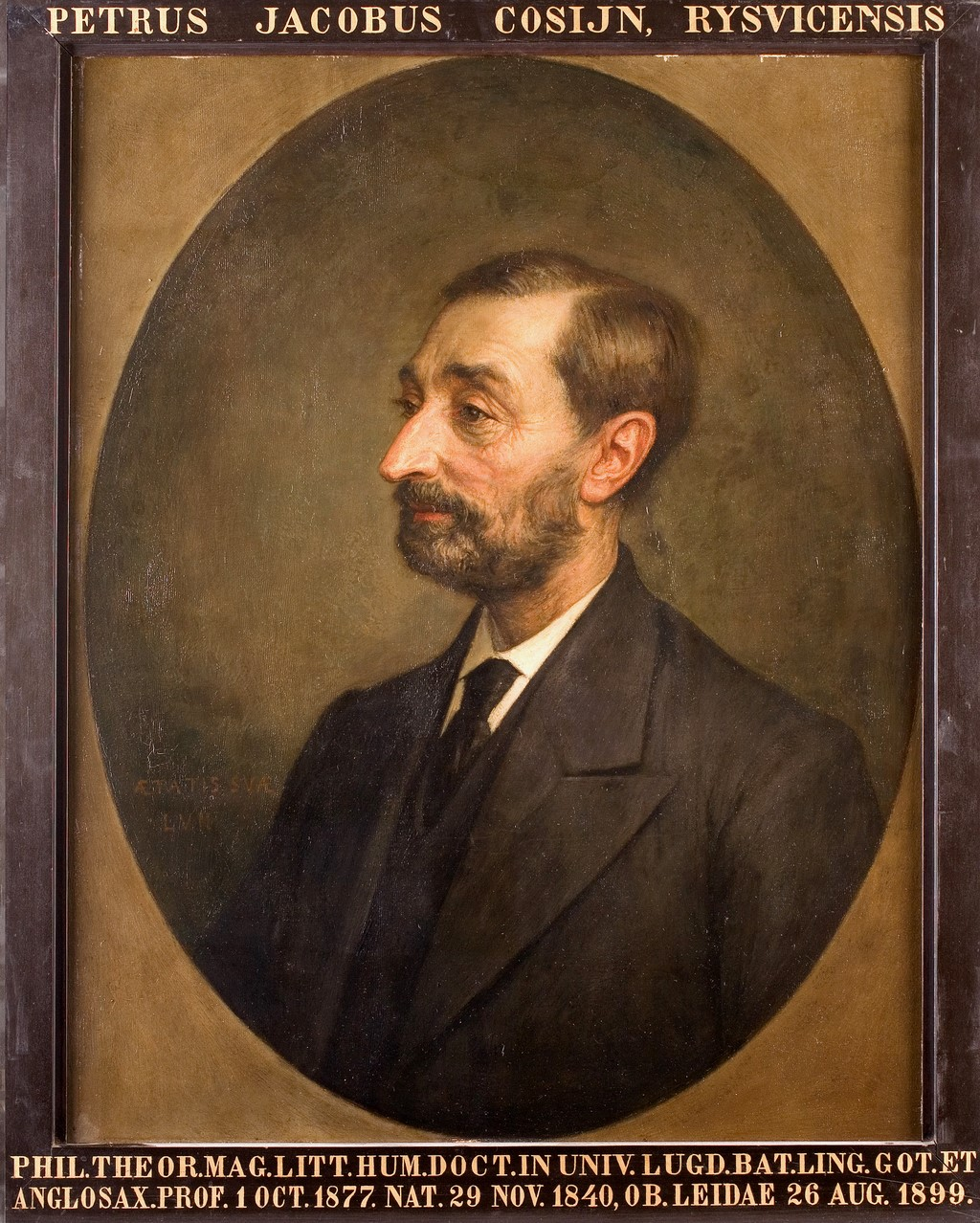
Pieter Jacob Cosijn

Pieter Jacob Cosijn (Rijswijk, 29 november 1840 – Leiden, 26 augustus 1899) was een taalkundige en filoloog.

## Biografie
Hij volgde het gymnasium te Gouda en Utrecht, en werd aanvankelijk aan de Utrechtse Academie ingeschreven als student in te rechten. Al snel schakelde hij over naar de taalkunde. Hij werd in 1863 conrector te Winschoten en promoveerde in 1865 te Utrecht. Vervolgens ging hij naar Haarlem. Hij trouwde in 1866 met Jacoba Maria Plügger; het huwelijk bleef kinderloos. Hij verhuisde in 1871 naar Leiden, waar hij mede-redacteur werd van het Woordenboek der Nederlandsche Taal. In 1877 werd hij lid van de Koninklijke Nederlandse Akademie van Wetenschappen. In 1877 werd hij benoemd tot hoogleraar Oudgermanistiek, een functie die hij tot zijn dood in 1899 vervulde. 
Cosijn was in de neerlandistiek vooral een autodidact. Hij publiceerde tussen 1866 en 1870 een aantal schoolboeken voor spelling en syntaxis. In 1870 richtte hij samen met Eelco Verwijs de Taal- en Letterbode op. Dit tijdschrift had als doel zowel een platform te bieden voor de publicatie van nieuw onderzoek als voor het toegankelijk maken van wetenschappelijk onderzoek voor onderwijzers. Cosijn vestigde zijn positie als taalkundige definitief met een onderzoek naar de Wachtendonckse Psalmen in 1873. Hij was de eerste die onomstotelijk vaststelde dat deze psalmen geschreven waren in het vroeg-tiende-eeuws Nederlands, niet ver ten oosten van de provincie Limburg. Gedurende de jaren zeventig breidde hij geleidelijk zijn onderzoeksterrein uit naar verschillende Oudgermaanse talen, met name het Gotisch, Oudhoogduits, Oudsaksisch en Oudengels. In 1881 nam hij het initiatief voor de oprichting van het Tijdschrift voor Nederlandse Taal- en Letterkunde, dat een vooraanstaande rol zou gaan spelen binnen de neerlandistiek. Steeds vaker publiceerde hij in het Duits, onder andere in de gerenommeerde Beiträge zur Geschichte der deutschen Sprache und Literatur van Hermann Paul en Wilhelm Braune. Zijn Aanteekeningen op den Beowulf (1892) hebben aanzienlijke invloed gehad.
Als academisch docent blonk Cosijn niet bijzonder uit. Zijn colleges hadden een nogal improviserend karakter, en tijdgenoten bekritiseerden het feit dat hij slechts het Gotisch en Oudhoogduits als essentieel beschouwde voor zijn studenten Nederlands. Als geleerde heeft Cosijn weinig bijgedragen aan de ontwikkeling van theoretische kaders.
Gerard Bolland was een protegé van hem. 
Het Etymologische Woordenboek der Nederlandsche Taal van Johannes Franck  stond onder zijn toezicht.